# Alvyn Sanches
Alvyn Sanches (* 12. Februar 2003 in Créteil) ist ein Schweizer Fussballspieler, der als zentraler Mittelfeldspieler beim FC Lausanne-Sport spielt.
Mit zwölf Toren in der laufenden Saison 2024/25 belegt er den zweiten Platz in der Torschützenliste.
Sein Profidebüt in der Super League gab Sanches am 15. Mai 2021 bei der 0:5-Niederlage gegen den FC St. Gallen.